# Bellbrook
Bellbrook é uma cidade localizada no estado norte-americano de Ohio, no Condado de Greene.

## Demografia
Segundo o censo norte-americano de 2000, a sua população era de 7009 habitantes. 
Em 2006, foi estimada uma população de 6906, um decréscimo de 103 (-1.5%).

## Geografia
De acordo com o United States Census Bureau tem uma área de 
8,1 km², dos quais 8,1 km² cobertos por terra e 0,0 km² cobertos por água. Bellbrook localiza-se a aproximadamente 275 m acima do nível do mar.

## Localidades na vizinhança
O diagrama seguinte representa as localidades num raio de 12 km ao redor de Bellbrook. 